# Sinularia capillosa
Sinularia capillosa is een zachte koraalsoort uit de familie Alcyoniidae. De koraalsoort komt uit het geslacht Sinularia. Sinularia capillosa werd in 1970 voor het eerst wetenschappelijk beschreven door Tixier-Durivault. 